# FC Ilves
FC Ilves é um clube de futebol da Finlândia da cidade de Tampere. O clube foi fundado em 1931, foi campeão da Veikkausliiga, em 1983.
O clube foi fundado em 1975, a partir da fusão entre o IKissat Tampere e o TaPa Tampere, entrando para a primeira divisão nacional em 1979.

## Copas Européias
| Ano  | Competição                          | Oponente        | Resultado |
| ---- | ----------------------------------- | --------------- | --------- |
| 1980 | Taça dos Clubes Vencedores de Taças | Feyenoord       | 1–3, 2–4  |
| 1984 | Copa da Europa                      | Juventus        | 0–4, 1–2  |
| 1986 | Copa da UEFA                        | Glasgow Rangers | 2–0, 0–4  |
| 1991 | Taça dos Clubes Vencedores de Taças | Glenavon        | 2–1, 2–3  |
| 1991 | Taça dos Clubes Vencedores de Taças | AS Roma         | 1–1, 2–5  |
| 2018 | UEFA Europa League                  | Slavia Sofia    | 0–1, 1–2  |

## Títulos
1 Campeonato Finlandês de Futebol (1983)
3 Copa da Finlândia de Futebol (1979, 1990 e 2019)